# Matías Abelairas
Matías Enrique Abelairas (Olavarría, Argentina, 18 de junio de 1985) es un exfutbolista argentino que jugaba de mediocampista izquierdo y/o mixto.

## Trayectoria
Dio sus primeros pasos en El Fortín de Olavarría, el club de su ciudad, llegó a las inferiores del Millonario reclutado por el brasileño Delém, formador de grandes figuras del semillero riverplatense. 
Debutó en River Plate el (3 de junio de 2004) frente a Racing Club, partido que River ganó por 3 a 1 con 17 años, viniendo de las inferiores, del mismo, desde los 13 años. Su club de origen fue El Fortín de Olavarría, Buenos Aires, Argentina. Fue reclutado por el entrenador de la época Galdino Luraschi y el Sr. Delem. Alternando con el Ingeniero Manuel Pellegrini (Mánchester City) Leo Astrada y Pipo Gorosito.
A partir del año 2007 con Daniel Passarella como entrenador y luego con Diego Simeone, entrenador con el que fue campeón en del Clausura 2008, fue una de las figuras, junto a Radamel Falcao, Alexis Sánchez, Diego Buonanotte y Sebastián Abreu. Afirmándose en el 11 titular.
En el año 2009 y 2010 continuó en River Plate, no participó en el descenso de la institución pues una lesión no le permitió jugar, 5 meses y 17 días (entrenador Cappa y J.J. López).
En el año 2010, recuperado plenamente reaparece en la reserva de River, gracias su entrenador César Larregne jugó 7 partidos, y regresó a la 1.ª división, entrenada por Ángel Cappa.
En junio de 2011, luego de quedar con el pase en su poder (River jugando en la 2.ª división) por una abultada deuda del club River Plate para con él, no renovó contrato por esta causa y fue convocado por Glasgow Rangers  donde jugó partidos de pretemporada pero al no llegar a un acuerdo contractual regresó al país.
A comienzos de 2012 se oficializa su llegada a Vasco da Gama de Brasil donde jugó hasta junio y terminado su préstamo (6 meses) fue transferido al Puebla de México, en donde se desempeñó hasta el 28 de noviembre de 2012 integrando el plantel que salvó la categoría del Club, cuando estaba casi descendido a su llegada.
En enero de 2013 fue transferido al Unión Española de Chile, donde se mantiene durante dos temporadas, logrando ganar el Torneo de Transición 2013 (7.ª vez de un Club centenario) y la Supercopa frente a Universidad de Chile (1.ª vez).
Terminado su contrato, en 2014 firma con el FC Vaslui, de la primera división de Rumanía, quien adquiere sus derechos federativos por 18 meses (junio de 2015).
En junio de 2014 queda en libertad de acción pues la Federación Rumana de Fútbol le quita la franquicia al club (pese a estar por clasificar a la Europa Ligue), por la abultada deuda que mantenía con el plantel, y lo desciende a la 2.ª división de ese país, razón por la cual todos sus futbolistas profesionales quedan en libertad de acción.
El 6 de enero de 2015 fue confirmada su llegada a Club Atlético Banfield e hizo las pruebas físicas correspondientes.
El 10 de enero de 2016 firma con Independiente Rivadavia, para diputar la Primera B Nacional 2016.
A mediados del año 2016 llega al fútbol chipriota, más precisamente a Nea Salamina Famagusta.
En 2021 retorno al club de su ciudad que lo vio dar sus primeros pasos como futbolista, el Club Social y Deportivo El Fortín, que se encuentra disputando la Liga de Fútbol de Olavarría.

## Clubes
| Club                    | País      | Año         |
| ----------------------- | --------- | ----------- |
| River Plate             | Argentina | 2004 - 2011 |
| Rangers *               | Escocia   | 2011        |
| Vasco de Gama           | Brasil    | 2012        |
| Puebla                  | México    | 2012        |
| Unión Española          | Chile     | 2013        |
| Vaslui                  | Rumania   | 2014        |
| Banfield                | Argentina | 2015        |
| Independiente Rivadavia | Argentina | 2016        |
| Nea Salamina Famagusta  | Chipre    | 2016 - 2017 |
| Independiente Rivadavia | Argentina | 2017 - 2018 |
| Palmaflor               | Bolivia   | 2020        |
| El Fortín               | Argentina | 2021        |

- Jugó solo un amistoso (frente a Kilmarnock FC) debido a que no hubo acuerdo contractual. Tuvo que regresar al país al cabo de una semana en Escocia.

## Palmarés
| Título             | Club           | País      | Año    |
| ------------------ | -------------- | --------- | ------ |
| Primera División   | River Plate    | Argentina | C-2004 |
| Primera División   | River Plate    | Argentina | C-2008 |
| Primera División   | Unión Española | Chile     | 2013   |
| Supercopa de Chile | Unión Española | Chile     | 2013   |